# Inverness-shire
Het graafschap Inverness-shire (Siorrachd Inbhir Nis in Schots-Gaelisch) is een van de graafschappen in Schotland.
De hoofdstad is Inverness. Andere plaatsen in het graafschap zijn:
- Kingussie
- Fort William
- Mallaig

Het graafschap bestaat daarnaast uit de eilanden North Uist, South Uist en Harris van de Buiten-Hebriden, Skye en de kleine eilanden van de Binnen-Hebriden. 
Het is een deel van de raadsgebieden Highland, Buiten-Hebriden en Moray.